# Metopia sinensis
Metopia sinensis är en tvåvingeart som beskrevs av Thomas Pape 1986. Metopia sinensis ingår i släktet Metopia och familjen köttflugor. Inga underarter finns listade i Catalogue of Life.